# Zajasovnik (gmina Vransko)
Zajasovnik – wieś w Słowenii, w gminie Vransko. W 2018 roku liczyła 29 mieszkańców.